# أزرق كارولاينا
أزرق كارولاينا هو درجة اللون الأزرق المستخدم كأحد ألوان المدرسة الرسمية بجامعة نورث كارولينا . الاسم مشتق من الاستخدام الشائع لكلمة «كارولاينا» للإشارة إلى الجامعة. من أجل الوضوح في العلامات التجارية والتسويق، حددت UNC Creative اللون على أنه Pantone 542 وأعلنت أن تمثيل CMYK هو Cyan 60٪ و Magenta 19٪ و Yellow 1٪ و Black 4٪. ينتج عن CMYK رمز سداسي عشري لـ #62C6F2 . ومع ذلك ، اختارت الجامعة القيمة السداسية #4B9CD3 باعتبارها آمنة على الويب Carolina Blue بسبب مشكلات التباين ومتطلبات الويب في القسم 508.  لا يتطابق أي من الألوان مع Pantone 542 المحدد والذي سيكون قيمة سداسية عشرية #6699C2 ، RGB بقيمة (102،153،194) ، وقيمة CMYK تبلغ 47،21،0،24.